# André Holland
André Holland (Bessemer, 28 december 1979) is een Amerikaans acteur.

## Biografie
André Holland werd in 1979 geboren in het Bessemer (Alabama). Hij studeerde aan Florida State University en behaalde in 2006 een masterdiploma aan New York University.

## Acteercarrière
Op elfjarige leeftijd maakte hij in de musical Oliver! zijn debuut op de planken. In 2006 vertolkte hij drie personages in het toneelstuk Blue Door. In 2017 speelde hij op Broadway het personage Youngblood in August Wilsons toneelstuk Jitney. Een jaar later voerde hij samen met onder meer Mark Rylance het Shakespeare-stuk Othello op.
Vanaf 2006 begon Holland ook tv-rollen te vertolken. Zo was hij te zien in afleveringen van onder meer Law & Order (2006), Damages (2010) en 1600 Penn (2012–2013). In 2011 werkte hij dertien afleveringen mee aan de romantische sitcom Friends with Benefits. Drie jaar later kreeg hij een hoofdrol in de door Steven Soderbergh geregisseerde dramaserie The Knick (2014–2015).
In 2008 maakte hij met de sportfilm Sugar zijn filmdebuut. In 2014 had hij een rol in de Jackie Robinson-biopic 42 (2013). Datzelfde jaar mocht hij ook Andrew Young vertolken in de biografische film Selma. Twee jaar later brak Holland door met het drama Moonlight (2016), dat onder meer de Oscar voor beste film in de wacht sleepte.

## Filmografie
Televisie
- Law & Order (2006)
- The Black Donnellys (2007)
- The News (2007) (tv-film)
- Lost & Found (2009) (tv-film)
- The Rockford Files (2010) (tv-film)
- Damages (2010)
- Friends with Benefits (2011)
- Burn Notice (2011)
- 1600 Penn (2012–2013)
- The Knick (2014–2015)
- American Horror Story: Roanoke (2016)
- Castle Rock (2018)
- The Eddy (2020)

Film
- Sugar (2008)
- Miracle at St. Anna (2008)
- Last Call (2008)
- Bride Wars (2009)
- Small, Beautifully Moving Parts (2011)
- 42 (2013)
- Black or White (2014)
- Selma (2014)
- Moonlight (2016)
- A Wrinkle in Time (2018)
- High Flying Bird (2019)
- Bones and All (2022)